# Efekt Franciszka

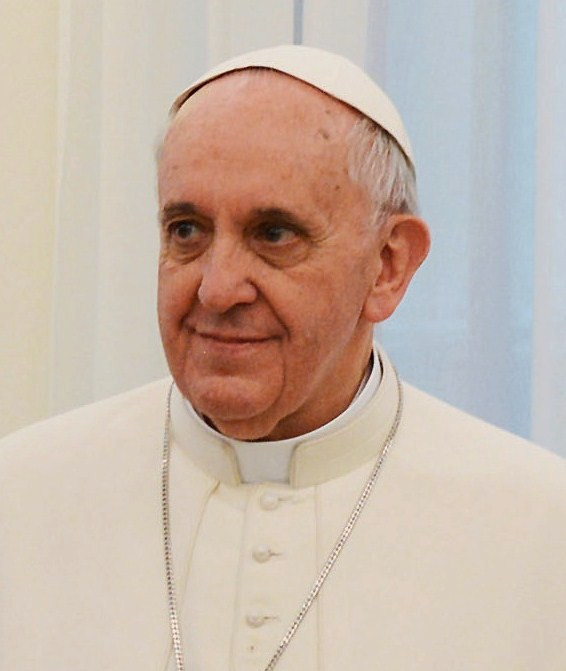
Papież Franciszek

Efekt Franciszka – zjawisko socjologiczne określane przez media fenomenem społecznym, dotyczące dużego wzrostu społecznego zainteresowania osobą i działalnością papieża Franciszka oraz związanym z tym różnego typu pozytywnych trendów i zachowań. Zjawisko początkowo zostało zaobserwowane i opisane przez włoskie media, które donosiły o wzroście liczby ludzi biorących udział w mszach św. oraz przystępujących do spowiedzi, co potwierdzały sondaże oraz kościelne statystyki. W samych Włoszech liczbę tę oszacowano na kilkaset tysięcy osób. Po nagłośnieniu tego fenomenu na całym świecie zaczęto różne zjawiska społeczne o charakterze religijnym, a nawet komercyjne, łączyć lub nazywać „efektem Franciszka”.
W Polsce „efektem Franciszka” tłumaczy się zaobserwowany wzrost liczby powołań zakonnych, zarówno męskich jak i żeńskich, jak również do kapłaństwa. W 2013 r. do klasztorów męskich wstąpiło o 42 procent więcej kandydatów niż rok wcześniej, zaś do zgromadzeń żeńskich zgłosiło się 20 postulantek więcej niż w 2012 roku. Wzrosła też w stosunku do poprzednich lat liczba kandydatów na kapłanów w seminariach diecezjalnych.
Jako niektóre z przyczyn wystąpienia tego zjawiska wymienia się głoszone przez Franciszka orędzie miłosierdzia, a także poruszające gesty, jakie towarzyszą jego nauczaniu i słowom. Papież Franciszek w swoim nauczaniu nawołuje do ubóstwa i miłości, czyli powrotu do korzeni chrześcijaństwa. Ludzi zafascynowanych papieżem ujmuje jego sposób bycia oraz bezpośredniość w stosunku do każdego człowieka.
„Efekt Franciszka” gwałtownie zanikł. Liczba osób biorących udział w środowych audiencjach generalnych w latach 2013–2015 spadła aż o 68%. W 2013 w 30 audiencjach papieskich uczestniczyło 1 548 500 wiernych (średnio 51,62 tys. na spotkanie), w roku 2014 w 43 audiencjach uczestniczyło już tylko 1,199 mln ludzi, a w 2015 w 42 audiencjach wzięło udział 704,1 tys. osób (przeciętnie 16,77 tys.). Poza tym od 2014 do 2015 liczba wiernych biorących udział w niedzielnych modlitwach „Anioł Pański” na Placu św. Piotra w Rzymie z 3 mln spadła o blisko połowę. Obniża się także liczba Włochów, którzy regularnie uczęszczają na msze święte.